# Здания страхового общества «Россия»
Комплекс зданий страхового общества «Россия» — два корпуса доходных домов, построенных в Москве в 1899—1902 годах для страхового общества «Россия» по проекту архитектора Н. М. Проскурнина. Расположены по адресу: Сретенский бульвар, д. 6/1, стр. 1 и 2, занимают весь квартал между Фроловым, Бобровым и Милютинским переулками. Имеют статус объекта культурного наследия федерального значения.

## История строительства
В XVIII веке на этом месте был старый почтамт, потом с 1886 по 1888 годы — народный театр «Скоморох». После того, как театр закрылся (из-за недостатка финансирования), страховое общество «Россия» решило строить здесь доходный дом. В 1898 году правление Общества объявило конкурс на проект нового доходного дома. Первую премию получил проект известного петербургского архитектора, признанного мастера петербургского модерна, академика архитектуры Александра Ивановича фон Гогена. Но после объявления результатов конкурса и награждения заказчик пожелал, чтобы строительство поручили не победителю, а молодому архитектору — участнику конкурса Николаю Михайловичу Проскурнину, который четырьмя годами ранее закончил Императорскую Академию Художеств в Санкт-Петербурге. А в помощники ему правление назначило ещё одного участника конкурса — Оттон Вильгельмовича фон Дессина (уроженца Риги). Этот дом стал первой серьёзной работой молодых архитекторов.
Комплекс зданий страхового общества «Россия» был построен на Сретенском бульваре в 1899—1902 годах штатным архитектором общества Н. М. Проскурниным при участии московского архитектора В. А. Величкина на основании конкурсного проекта О. В. фон Дессина. 

## Описание здания
Состоит из двух разновеликих по объёму доходных домов; фасады оформлены в духе позднего итальянского ренессанса, на многочисленных картушах вензеля страхового общества «Россия» — СОР. Кованая ограда между корпусами также изготовлена по рисунку фон Дессина. Архитектор Ле Корбюзье был настолько впечатлен домом, что предлагал сохранить для потомков, а прочую историческую Москву снести и построить на её руинах новый город.
Просторная планировка квартир от трех до девяти комнат (150—200 м², по другим данным от 200—400 м², высота потолков — от 3,8—4,2 м) сочеталась с уникальным инженерным оборудованием. Сложная система вентиляции предусматривала подогрев, фильтрацию и увлажнение наружного воздуха. Московский водопровод в то время работал плохо, поэтому в подвале на глубину 50 метров прорубили артезианскую скважину. В каждом подъезде были электрические лифты — редкость для Москвы того времени. В доме имелась собственная телефонная станция. В одном из подвалов хранили нефть, она была нужна для автономной электростанции, которая обеспечивала светом, энергией и горячей водой все 148 квартир. По уровню комфорта дом не имел себе равных. Квартиры в нём были крайне дороги. Арендовать их могли только очень богатые люди.
В настоящее время дома остаются жилыми, часть помещений сдаётся под офисы.

## Наркомпрос
При Советской власти с 1920 по 1925 годы в первом корпусе размещался Наркомпрос, кабинет А. В. Луначарского был на втором этаже. Наркомпрос имел литературный отдел — ЛИТО. Это была эфемерная организация, просуществовавшая немногим более двух месяцев. Писатель Михаил Афанасьевич Булгаков, приехавший в Москву в 1921 году, почти сразу нашел там работу — он стал секретарем ЛИТО. Эпизод этот описан в автобиографической прозе писателя «Записки на манжетах»

В Лито не было ни стульев, ни столов, ни чернил, ни лампочек, ни книг, ни писателей, ни читателей. Коротко: ничего не было.
Обилию отделов Наркомпроса посвящено также стихотворение «Прозаседавшиеся» В. В. Маяковского:

Прямо на Сретенский бульвар выходили громадные оранжевокирпичные корпуса бывшего страхового общества «Россия», где размещались всякие лито-, тео-, музо-, киноорганизации того времени, изображённые Маяковским в стихотворении «Прозаседавшиеся», так понравившемся Ленину. В том же доме в Главполитпросвете работала Крупская по совместительству с работой в Наркомпросе РСФСР — по другую сторону перекрёстка, в особняке на Чистых прудах, под началом Луначарского.— В. Катаев «Алмазный мой венец»
Кроме того, после переезда советского правительства в Москву в здании разместилось Главное артиллерийское управление РККА.

## Известные персоны - жильцы и гости
В 1909 году в одной из квартир бывал И. Е. Репин, где он писал портрет жившего там доктора П. А. Лезина. В квартире № 130 жил ботаник Д. П. Сырейщиков. В квартире № 85 до революции размещалось правление Футбольной лиги, объединявшей первые футбольные команды Москвы.
После революции 80 % просторных квартир дома были дополнительно разделены и заселены представителям советской интеллигенции.
Здесь жили знаменитые персоны. Народные артисты СССР — Н. П. Хмелёв, Ю. Н. Григорович, Н. И. Бессмертнова. Академики — геохимик и минералог А. Е. Ферсман, химики Н. С. Курнаков, Г. Г. Уразов, офтальмолог М. И. Авербах, математик Н. Н. Лузин, геолог И. Ф. Григорьев, физико-химик П. А. Ребиндер, электротехник В. Ф. Миткевич, радиофизик Н. Д. Папалекси, физик И. Е. Тамм. Член-корр.  механик В. В. Соколовский . Доктор медицины психиатр Н. Н. Баженов.  Архитектор В. Е. Дубовской. В одной из квартир жила Наталья Ковшова, которая в 1941 году ушла на фронт снайпером и героически погибла 14 августа 1942 года вместе с Марией Поливановой. 
В 1960-х годах в мансарде дома находились мастерские художников Юло Соостера и Ильи Кабакова. Эти мастерские были одним из центров московского андеграунда, получившим наименование «группы Сретенского бульвара». После отъезда Ильи Кабакова на работу за границу в 1989 году в его мастерской разместился Институт проблем современного искусства. В 2018 году мастерская Ильи Кабакова стала частью Третьяковской Галереи.